# Sean MacBride Peace Prize
Der Sean MacBride Peace Prize (zu deutsch: Sean MacBride Friedenspreis) ist ein nach dem irischen Menschenrechtler Seán MacBride benannter und vom Internationalen Ständigen Friedensbüro (International Peace Bureau – IPB) seit 1992 vergebener Friedenspreis.

## Hintergrund
Der Sean MacBride Peace Prize wird nach eigener Aussage des IPB an Personen oder Organisationen vergeben, die sich herausragend für Frieden, Abrüstung und/oder Menschenrechte eingesetzt haben. Der Namensgeber, Seán MacBride, irischer Politiker, Mitgründer von Amnesty International und Friedensnobelpreisträger und einst Vorsitzender und Präsident des IPB, setzte sich selbst für diese Belange ein.
Die Preisträger werden vom IPB Steering Committee beschlossen, nachdem Mitglieder des IPB Vorschläge einreichen konnten.
Der Preisträger erhält eine Medaille aus Metall von recycelten Atomwaffen. Mit der Auszeichnung ist keine finanzielle Zuwendung verbunden.
Initiiert wurde der Preis zum hundertjährigen Bestehen des IPB.

## Preisträger
- 2024: Esset Gagiyev, Wolha Karatsch
- 2023: dreigeteilter Preis für Organisation der Kriegsdienstverweigerung: „Our House“, belarussische Bürgerrechtsinitiative mit Sitz in Litauen, die russische Bewegung der Kriegsdienstverweigerer „Движение Сознательных Отказчиков“ und die Ukrainische Pazifistische Bewegung („Український Рух Пацифістів“) sowie ein Preis für Tore Nærland, norwegischer Radfahrer (Bike for Peace)[1]
- 2022: Alfredo Lubang (Mitarbeiter von Nonviolence International South East Asia – NISEA) von den Philippinen, Asya Maruket & Yurii Sheliazhenko, Friedensaktivisten aus Russland und der Ukraine, sowie Hiroshi Takakusaki, ein japanischer Anti-Atomwaffen-Aktivist[2]
- 2021: Alexander Kmentt, Leiter der Abteilung für Abrüstung, Rüstungskontrolle und Nonproliferation im österreichischen Außenministerium[3] (Preisüberreichung fand aufgrund der Coronapandemie erst 2022 statt)
- 2020: Black Lives Matter
- 2019: Bruce Kent,[4] Friedensaktivist, und Elayne Whyte Gómez,[5] TPNW-Aktivistin
- 2018: Helena Maleno, Gründerin von Caminando Fronteras,[6] und Douglas Roche[7] sowie Association For Historical Dialogue and Research (AHDR) und Home for Cooperation (H4C)
- 2017: Jeremy Corbyn und Noam Chomsky und All Okinawa Coalition Against New Construction of Henoko Base
- 2016: Colin Archer, Präsident des International Peace Bureau (IPB)
- 2015: Bevölkerung und Gemeinden der Inseln Lampedusa (Italien) und Jejudo (Südkorea).
- 2014: Bevölkerung und Regierung der Marshallinseln
- 2013: Bradley Manning[8][9] (offizielle Auszeichnung am 14. September)
- 2012: Lina Ben Mhenni und Nawal El Saadawi
- 2011: Hanaa Edwar und Peter Becker
- 2010: Binalakshmi Nepram-Mentschel
- 2009: Betty Reardon
- 2008: Jacqueline Cabasso
- 2007: Jayantha Dhanapala
- 2006: Mayors for Peace (vergeben an Tadatoshi Akiba und Itchō Itō)
- 2005: nicht vergeben
- 2004: Schöpfer der Genfer Initiative
- 2003: Nihon Hidankyō
- 2002: Barbara Lee
- 2001: Rosalie Bertell
- 2000: Praful Bidwai und Achin Vanaik
- 1999: Barbara Gladysch
- 1998: John Hume
- 1997: Seeds of hope
- 1996: Selim Bešlagić
- 1995: Union der Komitees der Soldatenmütter Russlands
- 1994: Mordechai Vanunu
- 1993: Hilda Lini
- 1992: Michael D. Higgins